# Il·liberalisme
L'il·liberalisme és el moviment que nega els principis del liberalisme però que accedeix al govern mitjançant procediments formalment democràtics. Un cop assolit el poder, els il·liberals neguen la participació ciutadana i retallen drets civils, mentre intenten eliminar la possibilitat de l'alternança política o l'oposició al seu règim. El terme prové d'un article de Fareed Rafiq Zakaria de 1997 i ha estat aplicat tant a estats sencers (com l'Hongria de Viktor Orbán) com a determinades pràctiques de partits, com les proposades per Donald Trump. Sovint els líders il·liberals apliquen un forta repressió acompanyada de discursos i mesures populistes.
Matthijs Bogaards afirma que poden considerar-se democràcies il·liberals tant les democràcies tancades (on s'impedeix o dificulta la participació de la ciutadania i l'oposició o bé s'alteren els comicis electorals) com les democràcies delegatives, on la manca d'informació sobre la gestió del govern i els mecanismes repressius impossibiliten per part de ciutadans i institucions el control o limitació del poder del govern, que aleshores esdevé dictatorial encara que hi hagi accedit vencent en unes eleccions.
El terme no és unívoc i s'ha defensat que només es pot aplicar en grau, és a dir, hi ha països menys i més liberals, segons les condicions d'apertura política o vulneració de drets, que és contextual.